# Lakrids-slægten
Lakrids-slægten (Glycyrrhiza, græsk sød-rod)) er en lille slægt, som er udbredt i Europa, Nordafrika, Mellemøsten og Østasien. Det er buskagtige stauder med oprette stængler. Bladene er spredte, uligefinnede med helrandede småblade. Blomsterne er samlet i aks fra bladhjørnerne. Udtræk fra rødderne af nogle af arterne bruges medicinsk og som smagsgiver i slik.
| Beskrevne arter |

- Glat Lakrids (Glycyrrhiza glabra)

| Andre arter |

- Glycyrrhiza acanthocarpa
- Glycyrrhiza aspera
- Glycyrrhiza echinata
- Glycyrrhiza inflata
- Glycyrrhiza lepidota
- Glycyrrhiza pallidiflora
- Glycyrrhiza triphylla
- Glycyrrhiza uralensis